# François Musin

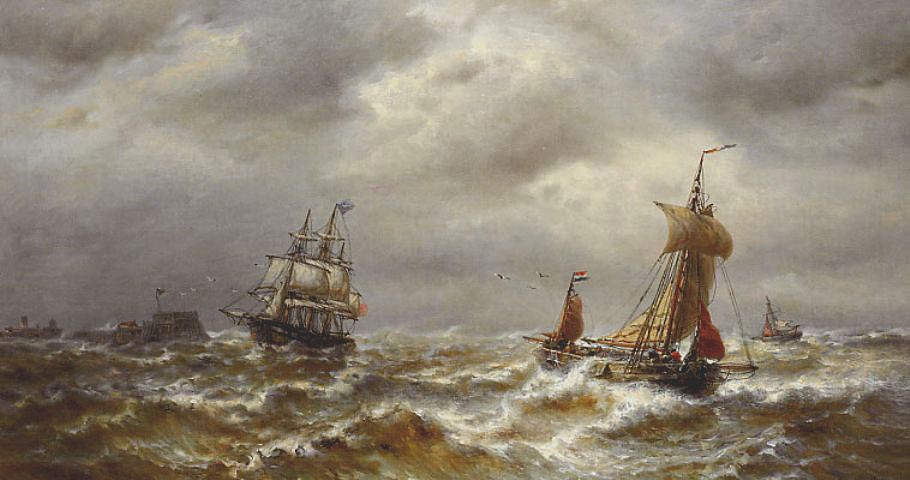
Vissers bij zware zee

François-Etienne Musin (Oostende, 4 oktober 1820 – Sint-Joost-ten-Node, 24 oktober 1888) was een der meest gerenommeerde marineschilders uit zijn tijd. Door de opkomst van nieuwere kunstrichtingen geraakte hij lange tijd in de vergetelheid.

## Jeugd
Er zijn slechts weinig exacte gegevens bekend over zijn jeugdjaren.
Zijn familie langs vaderskant was afkomstig uit Henegouwen, wellicht uit Waudrez bij Binche. Zijn vader François-Constant Musin (1793-1849) moet avontuurlijk bloed gehad hebben. Hij had zich op 11 februari 1808 opgegeven als vrijwilliger in het leger van Napoleon. Vermits hij nog geen 16 jaar oud was, had hij voor deze inlijving toestemming nodig van zijn ouders en van de prefect van het Leiedepartement. Hij deserteerde echter uit zijn regiment, het zesde regiment Keizerlijke Huzaren, op 5 oktober 1810. Hij werd echter opgepakt en werd waarschijnlijk ingelijfd in het strafregiment op het eiland Walcheren. Hij heeft dan nog een tijd gediend onder valse naam bij het eerste regiment artillerie te voet. Hij werd dan op definitief verlof gesteld wegens invaliditeit aan de rechterhand. Na de val van Napoleon, woonde hij vanaf december 1816 in Oostende bij zijn ouders, herbergiers op de Keizerskaai 9 (heden: Vindictivelaan, naast het O.L.Vrouwecollege). Hij huwde op 18 juni 1817 met Marie-Antoinette Dickschen (1794-1842). Zij gingen aanvankelijk wonen in de herberg van zijn vader aan de Keizerskaai, 9.

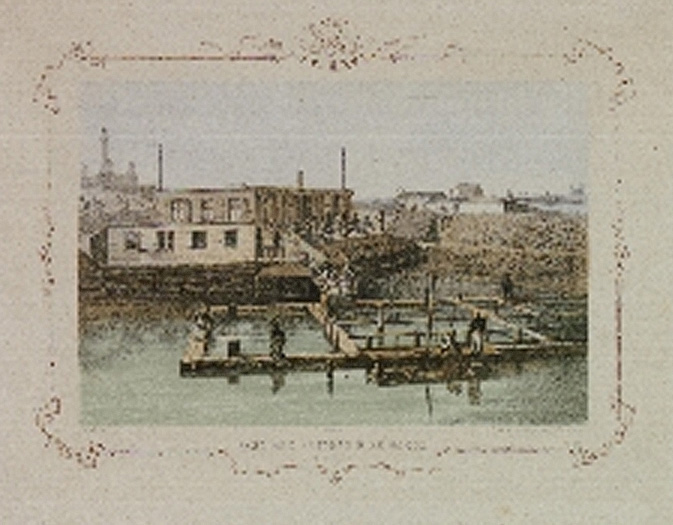
Oesterputten Musin te Oostende (1854)

Zijn vader was herbergier, scheepsbouwer, later oesterkweker en koopman in oesters, vishandelaar en restauranthouder.
François Musin had twee zussen en twee broers : Marie-Antoinette (°19 juni 1818 - overleden voor 20 april 1894), Elisabeth-Constantia (21 september 1822 - 1 augustus 1894), Auguste (11 november 1824 - 21 september 1873) (restauranthouder-hotelier) en Eugène (19 december 1829 - 14 april 1888) (later kandidaat-notaris te Brussel).
Als kind zou Musin meer van de zee en de schepen dan van zijn studies gehouden hebben. Toen hij thuis hiervoor als straf op een zolderkamertje was opgesloten, zou hij met een stukje houtskool op de muur een zicht op de Oostendse dokken getekend hebben. Zo zou zijn merkwaardig talent zich geopenbaard hebben.
Omstreeks 1831 kwam François Musin in de Oostendse tekenschool terecht, waar hij zijn opleiding kreeg van Michel Van Cuyck en van François Bossuet, de vedute-schilder met internationale faam, die toen nog een loopbaan bij het Oostendse loodswezen cumuleerde met het lesgeven aan de lokale Academie. François Musin sloot zijn Oostendse studieperiode af met het behalen van een gouden medaille (ca. 1835).
Inmiddels had hij reeds sporadisch gevaren bij de kustvaart en aldus al heel jong enige maritieme ervaring opgedaan. Deze vaarten hielden allicht verband met de ouderlijke oesterput : op en af naar de Engelse oesterkwekerijen, zoals die te Queensbank, ter bevoorrading van oesters en oesterzaad.

## Opleiding
Na een ommetje aan de Zeevaartschool, zette hij, vanaf 1836, zijn studies verder aan de Brusselse Academie, eerst in het atelier van François-Joseph Navez, daarna bij zijn vroegere leraar François Bossuet, die inmiddels tot professor perspectief aan dat instituut was benoemd.
Hij zou onmiddellijk na zijn studies ook geruime tijd tekeningen gemaakt hebben tijdens chirurgische ingrepen van de bekende Brusselse medicus professor baron Louis-Joseph Seutin (de lijfarts van koning Leopold I), met de bedoeling beeldmateriaal aan te maken voor zijn cursussen.
In 1839 lootte hij zich in het leger, maar zijn vader kocht een plaatsvervanger voor hem.
Musin debuteerde, nog voor hij afgestudeerd was, wellicht tijdens het Antwerpse Salon in 1840. Dergelijke groepsalons waren bijna het enige middel tot promotie van een debuterende kunstenaar. Bijval en verkoop lieten van meet af aan niets te wensen over. Het Saloncomité kocht een werk van hem voor de loterij die traditiegetrouw aan een dergelijke tentoonstelling was verbonden. Hij verhuisde naar Brussel, Haringstraat 2 in 1842. Zijn academiestudies eindigden in 1843.

## Doorbraak

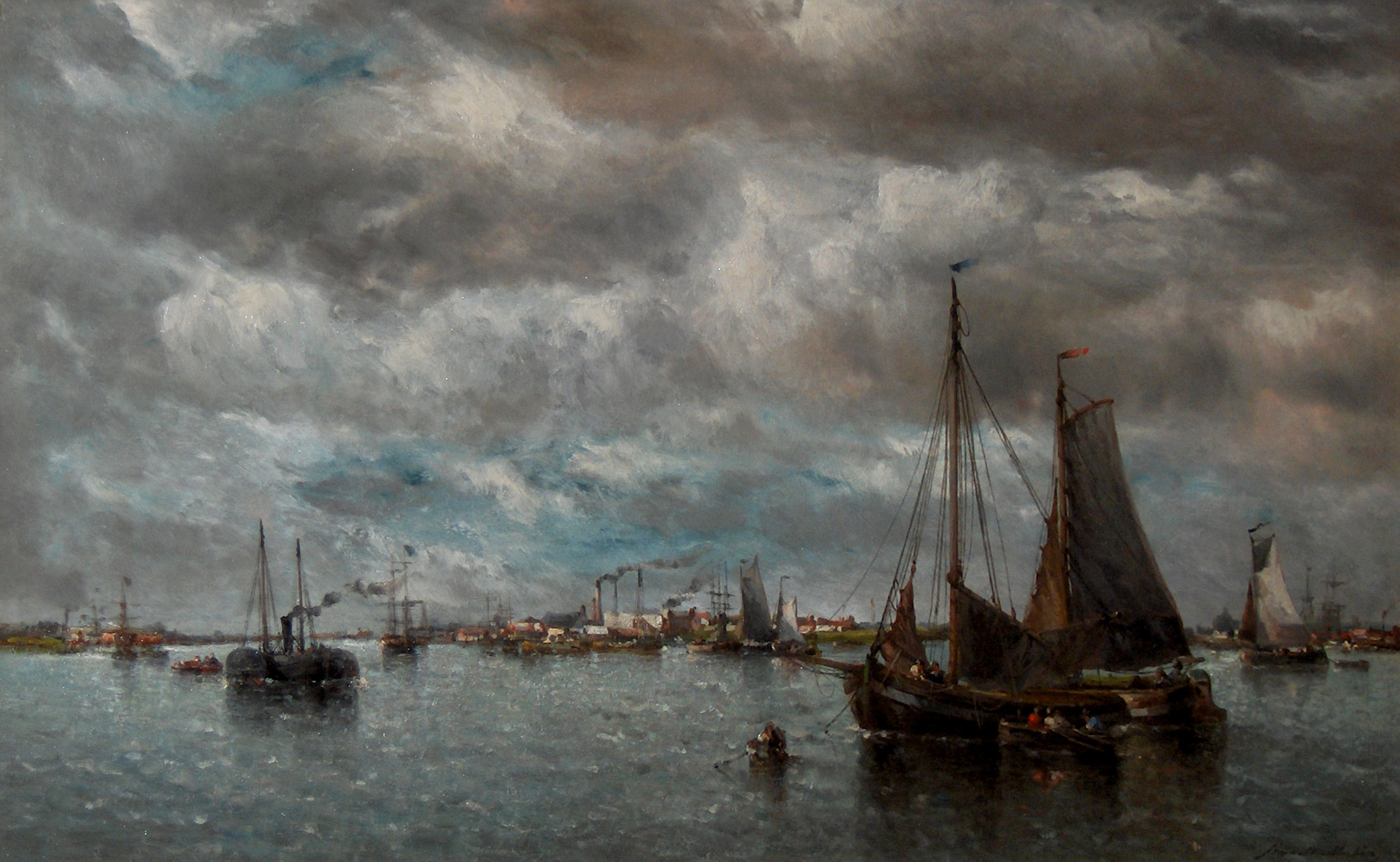
Zeilboten in de monding van de Schelde

Toen Leopold I bij hem twee schilderijen aankocht, een “Gezicht te Oostende” en een "Zicht op Vlissingen" (1845), betekende dat meteen een flinke publicitaire ruggensteun voor de jonge kunstenaar. Hij leverde in 1847 voor het boek Monuments et Vues d'Ostende van J.B. Lauwers twee lithos. De andere litho's in het boek waren van François Stroobant.
Omwille van de belangstelling die in Engeland voor zijn kunst bestond, ging Musin er een tijdlang wonen. Ondertussen reisde hij ook naar Spanje en Portugal. Toen zijn vader ziek werd (einde 1848) kwam hij naar Brussel terug.
Hij huwde op 27 januari 1849 met de Brusselse kunstschilderes Marie-Célestine Gosselin (Brussel, ca. 1826-maart 1853), gespecialiseerd in stillevens (bloemen, wild en fruit) en enkele marines. Zij hadden één zoon : Auguste Musin (23 april 1852-1923), die later op zijn beurt marineschilder werd. François Musin woonde toen reeds in het ouderlijk huis op de Keizerskaai in Oostende, in de oesterkwekerij Musin, gelegen aan de Oostendse vuurtoren buiten de toenmalige stadswallen. Uit de verdeling van de nalatenschap blijkt dat François Musin een tentoonstellingsruimte had in het ouderlijk restaurant.
Zijn aandeel in het ouderlijk oesterbedrijf liet op 11 mei 1853 hij over aan zijn broer Auguste. In die oesterput, of liever in het bijhorende restaurantgebouw, mocht hij zijn atelier verder gebruiken, terwijl het restaurant tevens als expositiezaal diende. Het gebouw werd afgebroken in 1885 voor de aanleg van de huidige Visserskaai.

## Pavillon des Dunes

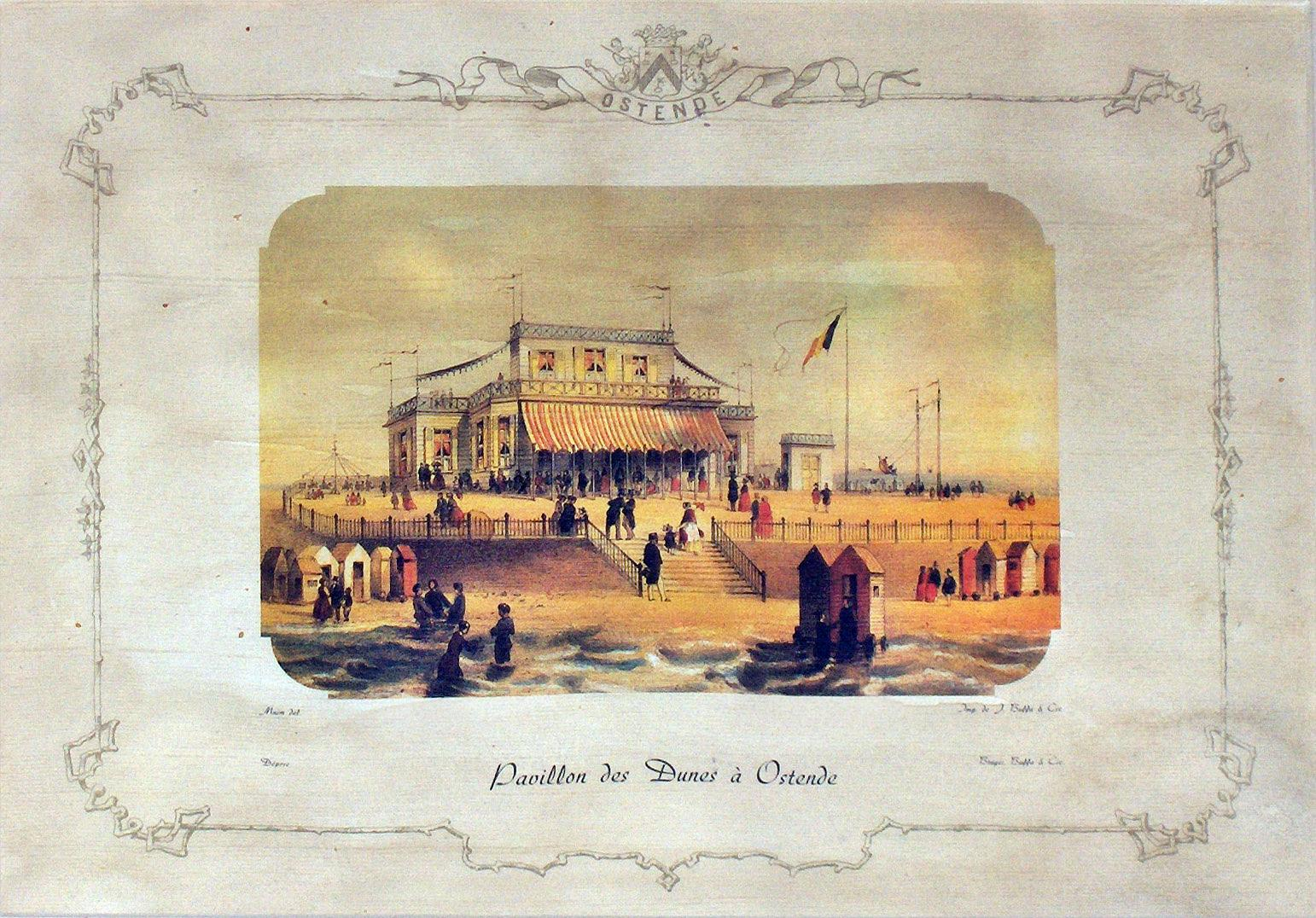
Pavillon des Dunes

In juni 1852 kreeg Musin vanwege het Ministerie van Openbare Werken een stuk duingrond in concessie. Het was gelegen ten westen van het oude Oostende, buiten de stadswallen. In hetzelfde jaar nog kon hij het aanpalend stuk duingrond pachten. Hij liet hij er een houten paviljoen bouwen, het allereerste dat aan het strand ten westen van Oostende werd gebouwd. Hij verhuurde het complex, dat bekendstond als het “Pavillon des Dunes”, aan twee neven Constant en Charles Beerblock die het uitbaatten. In het paviljoen was er een restaurant, een café, een speelplein en beperkte logiesmogelijkheid. François Musin heeft er niet echt gewoond, maar had er wel een atelier.
Hij was hierdoor in feite een pionier van de westelijke stadsuitbreiding en een baanbreker op het gebied van het kusttoerisme. Een weinig verder zou koning Leopold I in 1863 zijn eerste Koninklijke Paviljoenen oprichten.
François Musin laat dit paviljoen drastisch vergroten in 1865 en ombouwen tot een hotel. Hij verkoopt het vervolgens in mei 1877. Het paviljoen werd afgebroken in februari 1879. Op dezelfde plaats werd dan het prestigieuze Splendid Hotel opgetrokken (vernield in mei 1940 door oorlogsfeiten).

## Reizen
Na de dood van zijn vrouw, op 19 maart 1853 in een ziekenhuis in Schaarbeek, ondernam hij nog enkele studiereizen. Hij liet de zorg voor zijn zoon over aan zijn schoonfamilie in Brussel. Zijn reizen brachten hem in Spanje, Portugal, de Italiaanse en Zwitserse Alpenmeren, Frankrijk, Noorwegen en Noord-Amerika. Hij zou zelfs aan een walvisjacht deelgenomen hebben. Van al deze reizen bracht de kunstenaar heel wat studies mee, die hij later in het atelier uitwerkte. Zo genoot zijn “Pontons te Toulon” in die jaren een tijdlang bekendheid.

## Een opdracht voor Pruisen
Vanaf de jaren 1850 werd Oostende een mondaine badplaats voor de hogere burgerij en de adel. De Pruisische prins (en latere keizer) Wilhelm I bezocht Oostende enkele malen. Na een bezoek aan het atelier van François Musin in 1853 bestelde hij een suite van acht Oostendse marinelandschappen, bestemd als muurbekleding voor het Slot te Potsdam. Musin zou dergelijke muurbekledingen nog verschillende malen uitvoeren in de loop van zijn carrière.

## Verhuizingen
In de loop van de volgende jaren kon hij zich blijkbaar nergens zich lang vestigen. In 1854 woont hij in de Zilverstraat 6 te Brussel, het adres van zijn schoonfamilie en verhuist in 1856 naar de Groenstraat 52 in Sint-Joost-ten-Node, adres van zijn schoonzuster Louise Gosselin. . In 1856 woont hij in de Rue d’Enghien 42 te Parijs. In 1857 woont hij enkele maanden in Londen. In 1859 is hij terug in Brussel, eerst Groenstraat 26 en kort daarna Grensstraat 66 in Sint-Joost-ten-Node.
Uiteindelijk betrekt hij in 1869 zijn definitieve woning, Grensstraat 114 te Sint-Joost-ten-Node. In de tuin van dit huis liet hij een groot atelier bouwen, waarin hij zijn wijdbefaamde collectie scheepsantiek en maritieme snuisterijen uitstalde. Daar ontving zoon Auguste zijn opleiding als kunstschilder. De zus van zijn overleden echtgenote, Louise Gosselin, woonde bij hen in. Ze overleed in 1877.

## Hoogtepunt
Het atelier was een ware schilderijenfabriek, want François Musin, en weldra ook zijn zoon, waren door bestellingen overrompeld. Via commissionairs hadden ze immers een gretig koperspubliek in Engeland en Amerika gevonden, terwijl ze steeds opnieuw inzendingen voor de diverse Salons dienden klaar te houden.
De koninklijke belangstelling voor zijn werken bleef aanhouden. Op 26 augustus 1865 kochten de Vorsten van Württemberg twee werken aan : “Gezicht op de Oostendse havengeul” en “Gezicht vanuit de Oostendse havengeul”. Als blijk van waardering schonken ze hem, boven op de kostprijs, een briljanten ring met de koninklijke kroon. In 1873 kocht de Perzische sjah Naser ed-Din Kadjar in Londen het schilderij “Strand te Zuydcote”. Hij had reeds vroeger voor zijn paleis in Teheran een schilderij van musin gekocht : "Strand in De Panne".
In 1869 kocht het Prado in Madrid zijn werk “Het kanonschot – Signaal tot de opstand van Cadiz” een historische reconstructie van een episode uit de Spaanse geschiedenis. Hij werd bij deze gelegenheid benoemd tot ridder in de prestigieuze Orde van Karel III van Spanje.
Dergelijke historische marineschilderijen waren een geliefd thema van Musin, trouwens een populair thema in de 19de eeuw. Zijn stadsgenoot Edouard Hamman (1819-1888) was eveneens een notoir vertegenwoordiger van deze strekking.
In 1873 verbleef hij langdurig in Italië: Venetië, Triëste, Rome, Napels en Amalfi. Vele werken getuigen van deze reizen zoals de suite van vier decoratieve doeken in een Brussels herenhuis: “Gezicht op de Canal Grande te Venetië”, “Gezicht op het Dogenpaleis te Venetië”, “Gezicht op Napels” en “Gezicht op de Golf van Napels”.
In 1873 schonk hij het schilderij "Vuurtoren te Eddystone" voor een tombola aan het comité dat het standbeeld van Jan Breydel en Pieter de Coninck moest oprichten op de Grote Markt in Brugge.
François Musin werd in 1877 lid van de Brusselse Cercle Artistique et Littéraire.
Pas in 1877 verwierf zijn geboortestad Oostende een eerste schilderij van François Musin: “Het Strand te De Panne”. Het zou nog duren tot 1880 vooraleer de Belgische Staat een werk van hem zou kopen : “Vissers te Oostende”. Het Koninklijk Museum voor Schone Kunsten te Brussel volgde in 1883 met “Strand te De Panne”.

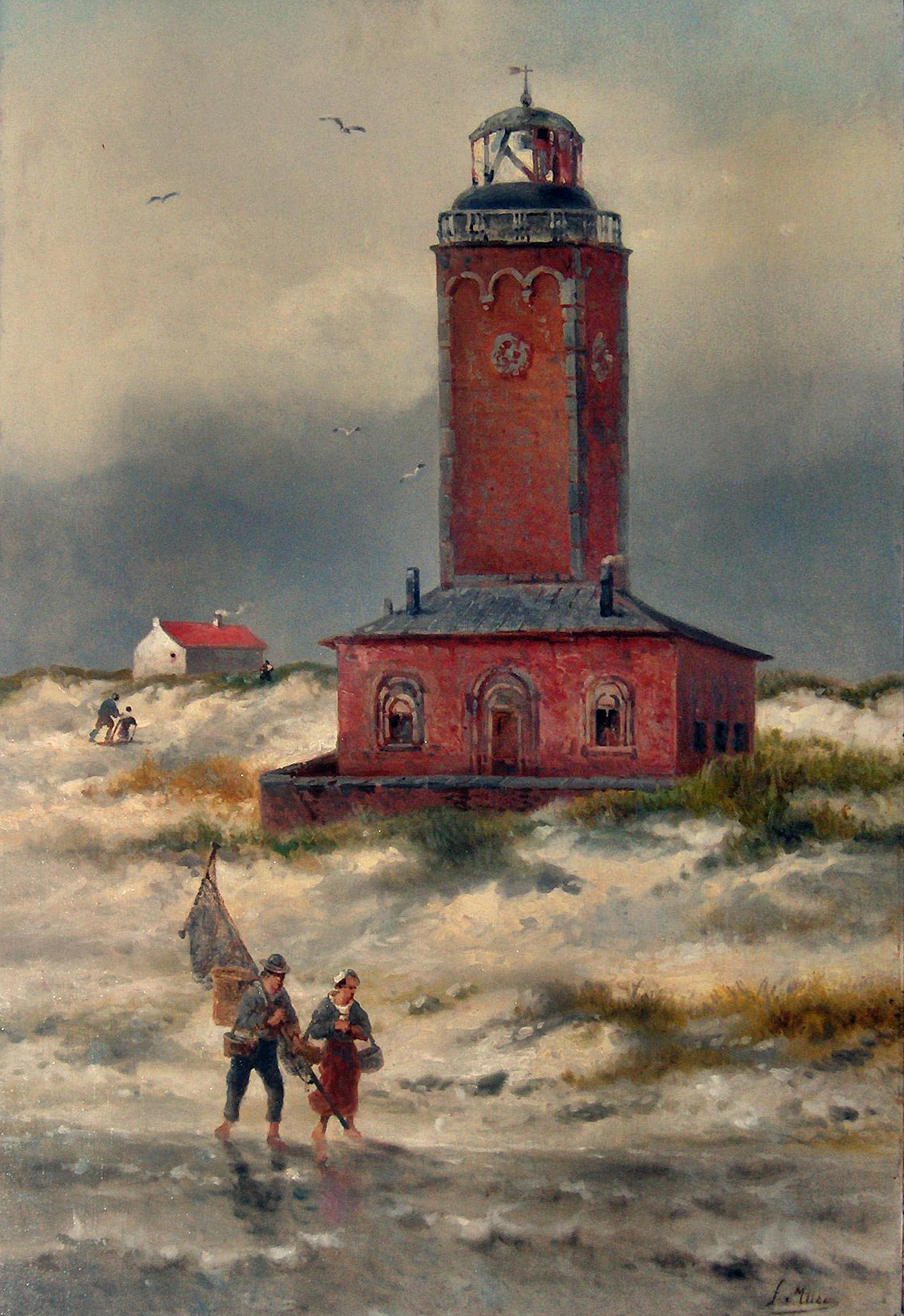
Oude vuurtoren en garnaalvisser
gemeentelijk patrimonium Knokke-Heist

In 1883 bereisde hij Zuid-Frankrijk en Noord-Italië.
Samen met zijn zoon publiceerde Musin een platenboek over de Belgische visserij, de vissoorten en de schelpen, “La pêche maritime belge” (1882), een fraaie kleurenuitgave die zich tot de kinderen richtte. Eerder exposeerden ze de originele prenten die voor deze publicatie dienden in het Kursaal. Deze prenten werden later door de Belgische kunstenaar Marcel Broodthaers (1924-1976) verwerkt in zijn zeefdruk “Citroen” (Groeningemuseum, Brugge).
Op 8 februari 1885 spoelde een walviskadaver aan op het strand ten oosten van de Oostendse havengeul Dit ongewone fait-divers, dat veel nieuwsgierigen naar Oostende trok, werd door François Musin vereeuwigd in een “pochade”, een olieverfschilderijtje in zakformaat. Ook de Oostendenaars Willy Finch en James Ensor schilderden eveneens de aangespoelde walvis. Dergelijke kleinere werkjes bevatten een zekere mate van spontaneïteit die ontbreekt in zijn grote schilderijen.
Musins welgevulde loopbaan kende, op reizen na, weinig of geen merkwaardige uiterlijke feiten. Hij was een graag geziene figuur in conservatieve Brusselse kunstenaarskringen, zoals de Cercle Artistique et Littéraire. Naar eigentijdse getuigenissen was hij een echte levensgenieter, steeds in prima stemming, een onnavolgbaar verteller van zijn vele reisavonturen. Daarnaast was hij uiteraard ook een noest werker die een enorm oeuvre naliet.
Het beeld dat Gustave Lagye van hem schetste (zie referenties) was dan ook compleet in overeenstemming met het karakter van de man : een reusachtige gestalte, dik als een triton uit een schilderij van Rubens, met een donkergekleurd gezicht.

Le bon père Musin, zoals de kunstjournalisten van toen hem weleens noemden, stierf aan een beroerte op dinsdag 24 oktober 1888.

## Productie
Uit zijn ontzaglijke productie kunnen hier enkel de hoofdlijnen aangehaald worden. Musin was op de eerste plaats een decorateur. Hij schilderde op bestelling ensembles die bedoeld waren als bekleding van salonmuren. Dit genre werd tijdens de 19de eeuw in België trouwens druk beoefend: de namen van Fernand Marinus, Jean-Baptiste Madou (1796-1877), Euphrosine Beernaert(1831-1901) en vele anderen dringen zich in dat verband op.
Oostende leverde de motieven voor zijn twee grootste verwezenlijkingen in dit genre :
- voor het ensemble van acht "Zichten uit Oostende", die hij voor de Koninklijke Prins van Pruisen – de latere Keizer Wilhelm I – in 1853 op bestelling schilderde (bestemd voor het Paleis te Potsdam),
- alsook voor het ensemble van zeven grote doeken in de Musinzaal van het “tweede” Kursaal te Oostende. Samen met de schilders Alfred Verwee, Louis Dubois, Joseph Van Severendonck en Amédée Lynen werd Musin door de architecten Naert en Laureys gevraagd om mee te werken aan de picturale binnendecoratie van dit feeërieke gebouw. In de jaren 1877-1878 schilderde Musin deze zeven doeken van grote afmetingen. Ze stelden de volgende hoogtepunten uit het Oostendse verleden voor : “Het beleg van Oostende door de Spaanse vloot onder bevel van Admiraal Spinola, 1601-1604”, “De beschieting van Oostende door de Engelsen onder bevel van Admiraal Popham, 21 juli 1798”, “Het oude arsenaal te Oostende”, “De ontscheping der Riflemen in de haven van Oostende op 10 oktober 1866”, “Het bezoek van H.M. Leopold II en Marie-Henriette aan de Amerikaanse vloot, geankerd voor Oostende, 22 juni 1868”, “De Cercle du Phare” en “Het Oude Kursaal, gedemonteerd in 1877”. Tijdens de verbouwingen door de architect Alban Chambon rond de eeuwwisseling werden deze werken vervangen door frivolere werken van Philippe Swyncop, Privat Livemont en Antoine Daens. Het beroemde ensemble werd gerestaureerd door Henri Permeke (vader van Constant Permeke), verhuisde naar het museum in het stadhuis, waar het in de vlammen opging in 1940 bij het uitbreken van W.O. II. Er bestaan nog foto’s van deze schilderijen in het stadsarchief.

In 1884 decoreerde hij een ontvangstsalon in het hotel van Armand Stuers, burgemeester van Sint-Joost-ten-Node. Ook aan de inrichting van het Blankenbergse Kursaal werkte Musin mee. Dit groot schilderij "Zeeslag bij Sluis" (1885) hangt nu in het stadhuis van Blankenberge.
Verder is er dan de schier eindeloze reeks schilderijen met titels als “Opkomend tij”, “Nachtsignalen bij de Oostendse haven”, “Vissersboten op het strand”, “Muiterij”, “Scheldegezicht”, “Windstoot op de Zuiderzee”, “Strand te De Panne”, “Strand te Blankenberge”, “De haven te Calais”, “Promenade te Brighton”, “Storm voor de Hollandse kust”, “De kaai te Vlissingen”, “Zeegevecht”, “Zeegeuzen, een Spaans schip plunderend”, “Schipbreukelingen”, “Kapitein Cantillon, pogend zijn schip te vervoegen”, “Gezicht te Slijkens”, “De vuurtoren van Eddystone, Lands-End”, "Oude vuurtoren en garnaalvisser" enz…
Het enorme succes verklaart de vele replieken en varianten die Musin van zijn meest succesvolle thema op bestelling schilderde. Van hem kennen we bijvoorbeeld verscheidene exemplaren van de “Aankomst der Riflemen te Oostende” en van de “Beschieting van Oostende door de Engelsen onder bevel van Admiraal Poppham”.
Musins werken werden dikwijls vervalst, ook nog tijdens zijn leven. Zoon Auguste deed een poging om werken van zijn vader te authentificeren door het aanbrengen van echtheidsverklaringen op de achterzijde van diens schilderijen: en Musin zelf bracht in de regel een lakstempel met zijn naam aan op de achterzijde van zijn marines. Is het niet altijd gemakkelijk de eigentijdse vervalsingen van een originele Musin te onderscheiden, dan is dat meestal geen probleem voor veel derderangswerk dat onder zijn naam af en toe in koopzalen van verdacht allooi opduikt.
Ook de werken van Louis Timmermans (1846-1910), wellicht een leerling van François Musin, lijken sterk op Musins marines. Maar er bestaan geen bronnen die een intens contact tussen beide schilders kunnen bevestigen, hoewel de familie Musin enkele schilderijen van Timmerman bezat.
Er bestaan twee kleine zelfportretten van François Musin, de ene geveild in 1980 bij Campo in Antwerpen, de andere nog in het bezit van de familie.

## Conclusie
Samen met Henri Schaep (1826-1870), Egide Linnig (1821-1860), Charles-Louis Verboeckhoven(1802-1889), Paul-Jan Clays (1817-1900), Alexandre Francia (1820-1884) en Henri Lehon (1809-1872) behoort Musin tot het puik van de Belgische marineschilders uit de romantiek en het romantisch realisme. Nog steeds genieten al deze schilders internationale faam binnen hun specialisatie.
Het oeuvre van François Musin valt uiteen in twee delen.
- Romantiek: vóór 1865 schilderde hij voornamelijk stormscènes en schipbreuktaferelen en historiserende doeken die zeeslagen of andere merkwaardige taferelen op zee als thema hadden. Voor deze laatste nam hij soms bestaande gravures of litho’s van zeefeiten als model.
- Realisme: Na 1865 maakte hij ook realistische marines met beelden uit het zee-, rivier- of strandleven, terwijl hij ook zijn vroegere motieven behield. Het feit dat Musin zeer onderlegd was in maritieme aangelegenheden, maakte zijn realistische schilderingen dan ook tot waardevolle documenten voor de iconografie van de Europese havensteden en van de scheepvaart.

In een later stadium werd zijn schildertechniek wat losser om ten slotte over te gaan in een soort pre-impressionistische sfeer.
Maar hij verzaakte daarom nog niet aan zijn vroegere romantische visie. Wanneer hij een dergelijke bestelling kreeg, nam hij moeiteloos zijn vroegere schilderstijl weer aan zoals in de “Slag van Sluis”, geschilderd in de jaren tachtig voor het casino van Blankenberge.
Als ambachtelijke kunstschilder kwam hij, zoals velen van zijn tijdgenoten, tegemoet aan de wensen van zijn kapitaalkrachtig publiek en liet dit primeren op bekommernissen over stijlvernieuwing. Hij had daarom geen moeite om een succesvol thema meerdere malen te hernemen in verschillende, dikwijls minieme, varianten.

## Onderscheidingen
Musins palmares omvat eremetalen toegekend te Amiens, Amsterdam, Avignon, Lyon, Le Havre, Duinkerke, Madrid, Montpeller, Philadelphia, en Wenen. Hij werd opgenomen in de Orde van de Liberador van Venezuela, in de Orde van Karel III van Spanje (1869); maar pas in 1879 werd hij in eigen land tot Ridder in de Leopoldsorde benoemd.

## Straatnamen
Te Oostende (in 1897) en te Sint-Joost-ten-Node (in 1889) zijn straten naar hem genoemd.

## Musea

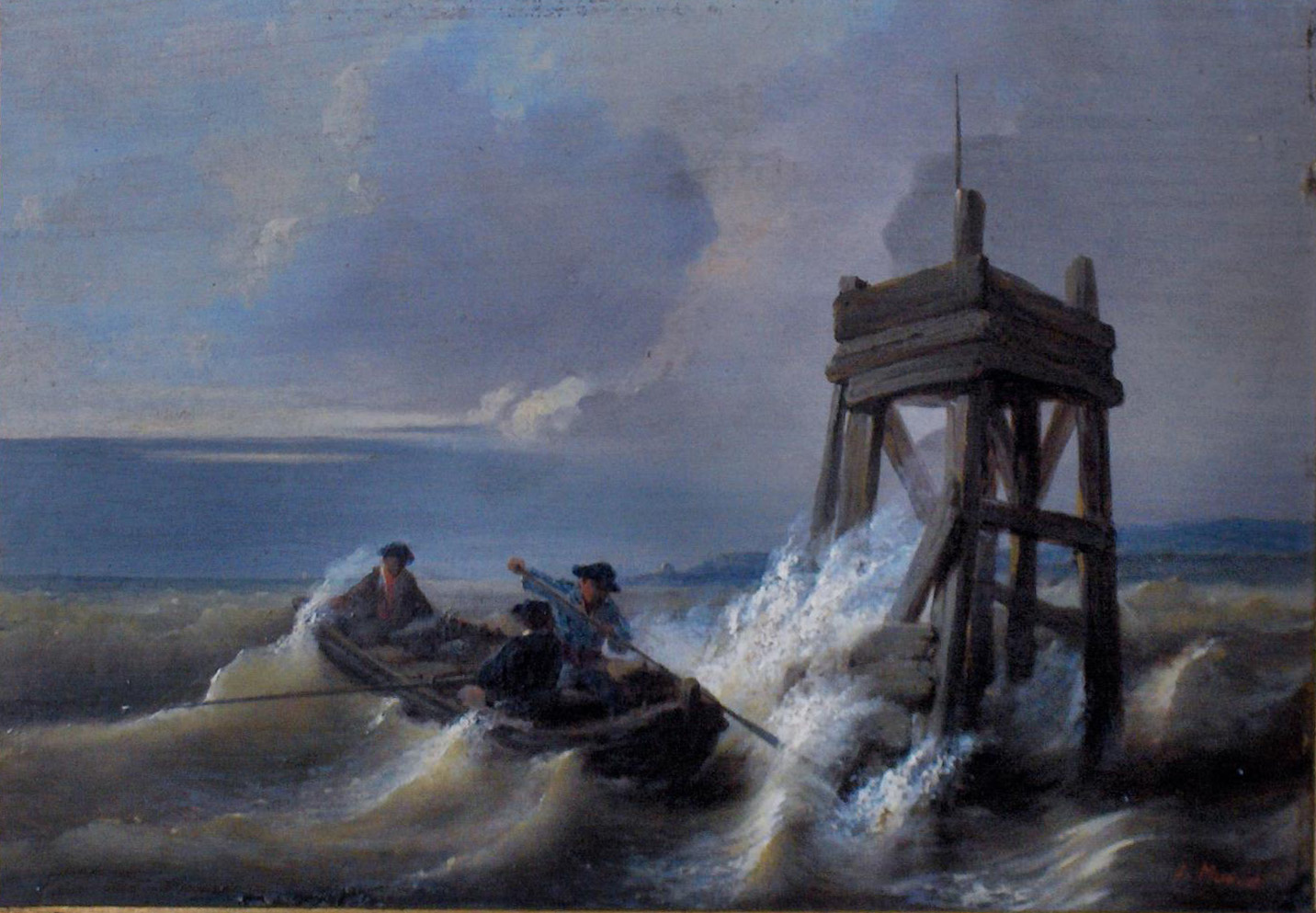
Roeiboot in een storm

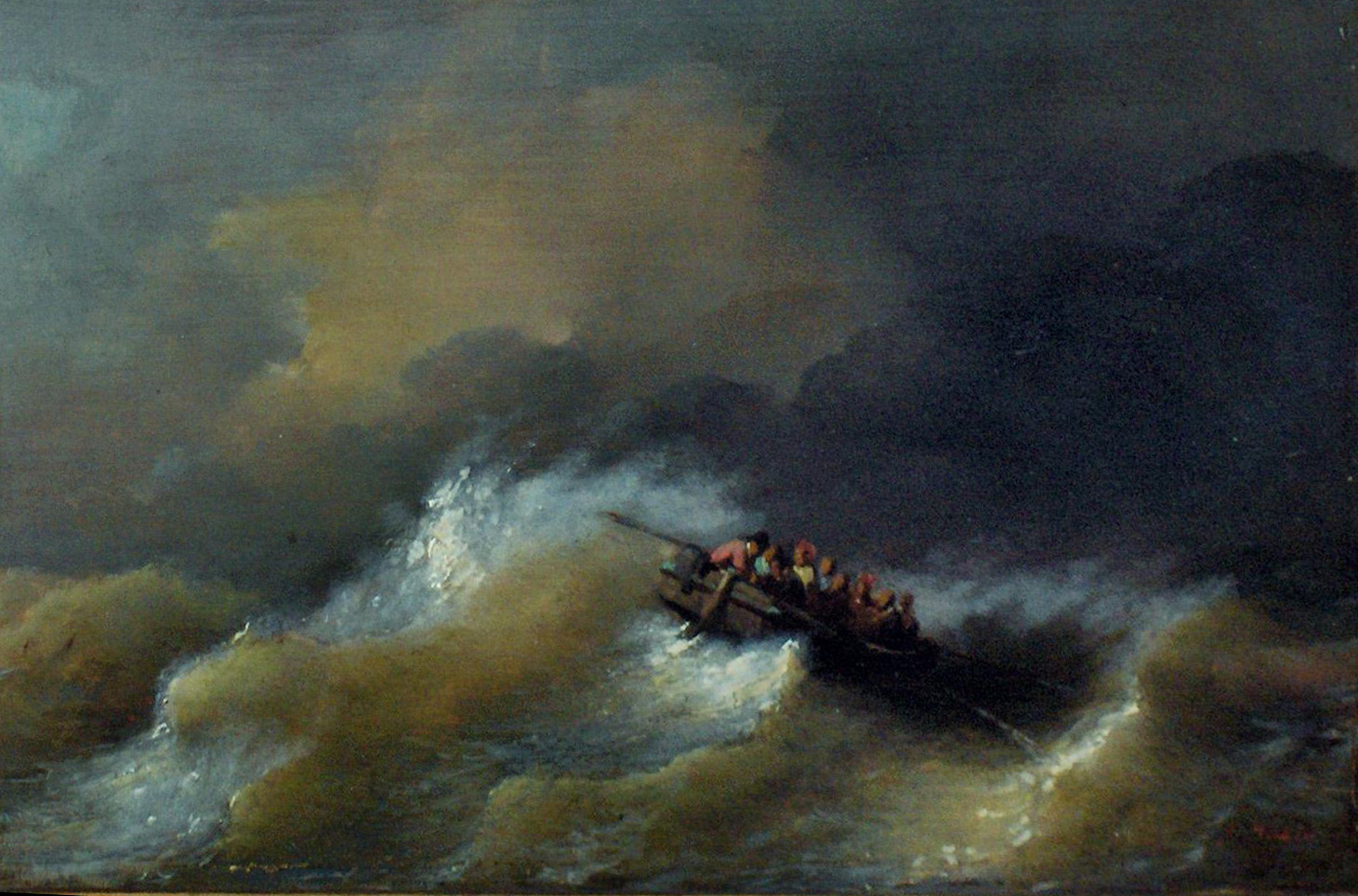
Roeiend tegen de storm

- Antwerpen (Museum Ridder Smit van Gelder)
- Bristol
- Brussel (K.M.S.K.)
- Elsene
- Greenwich
- Ieper
- Knokke-Heist (gemeentelijk patrimonium)
- Kortrijk
- Liège
- Maaseik (John Selbach Museum)
- Madrid
- Montreal
- Nice
- Oostende
- Reims
- Sheffield
- Belgische Ambassade, Canberra

- Biografisch Portaal: 02500262
- Gemeinsame Normdatei: 121815528
- International Standard Name Identifier: 0000 0000 6683 1799
- Library of Congress Control Number: n91083999
- Nederlandse Thesaurus van Auteursnamen: 079113427
- RKD-Nederlands Instituut voor Kunstgeschiedenis: 58602
- Union List of Artist Names: 500042450
- Virtual International Authority File: 315714283
- WorldCat: E39PBJbxG4DPmcxtQCFYqm7WDq